# Okręty podwodne typu Agosta 90B
Okręty podwodne typu Agosta 90B – typ trzech pakistańskich okrętów podwodnych stanowiących rozwinięcie wcześniejszego typu Agosta. Jednostki te – zwane także typem Khalid – mają kadłub sztywny zbudowany z bardzo ciągliwej stali (będącej ekwiwalentem amerykańskiej stali HY-100) w celu zwiększenia głębokości zanurzenia, zwiększony stopień automatyzacji w celu zmniejszenia liczebności załogi, zintegrowany układ kontroli ognia SUBTICS z masztem optronicznym zamiast peryskopu, bezwładnościowy układ nawigacyjny, zaawansowany zestaw sensorów, rozbudowany układ tłumienia szumów oraz zdolność do odpalania w zanurzeniu pocisków przeciwokrętowych SM39 Exocet. Trzeci okręt tego typu, PNS "Hamza" (S139), wyposażono w układ napędu AIP w postaci systemu MESMA, dzięki któremu może operować pod wodą przez okres do 18 dni bez korzystania z chrap. Także dwa wcześniejsze okrętu tego typu, PNS "Khalid" (S137) i "Saad" (S138), przeznaczone są do instalacji systemu MESMA w przyszłości.